# Inage-ku

Distrito de Inage dentro de Chiba

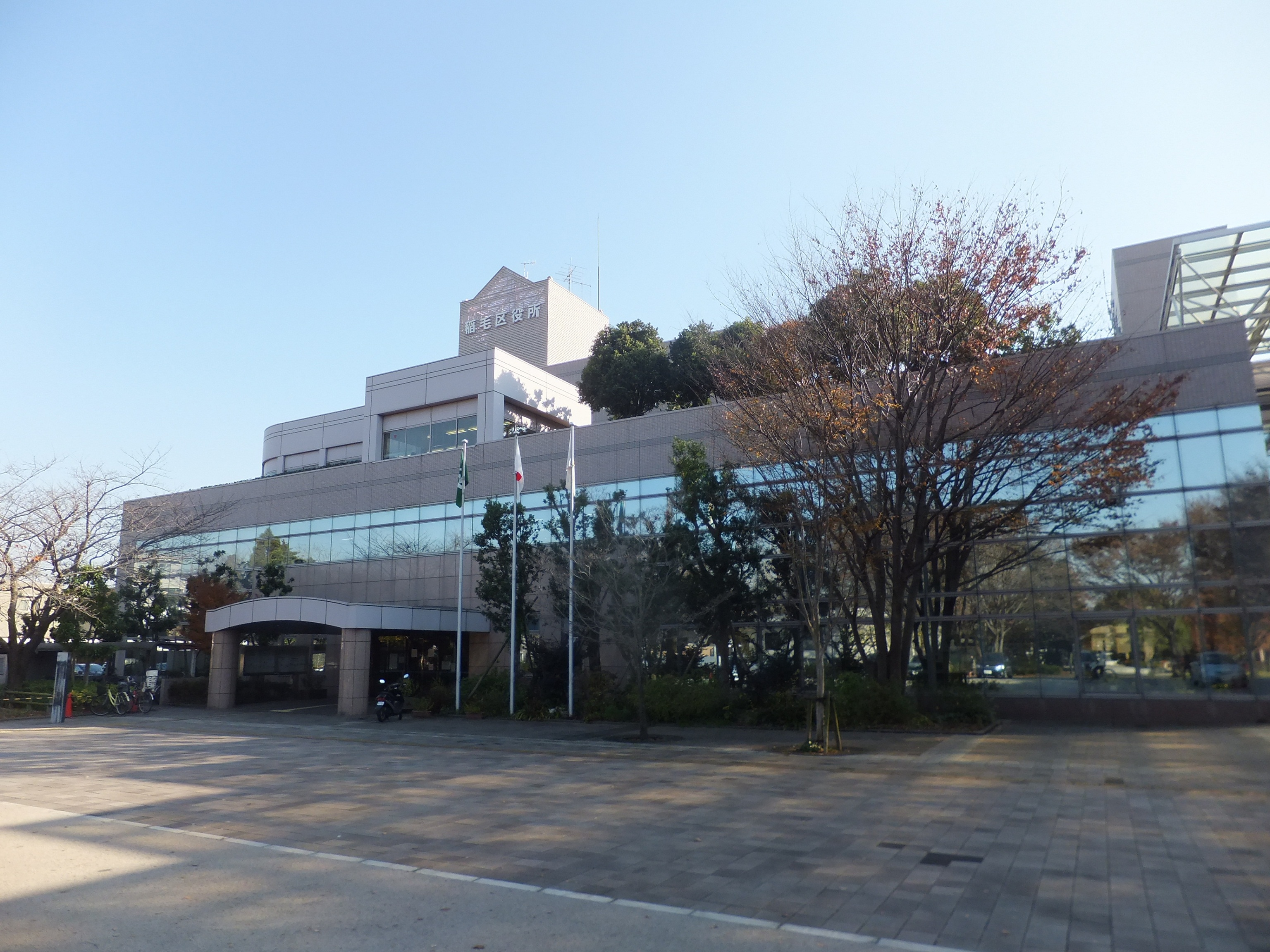
Prefeitura de Inage (Dez 15, 2011)

Inage-ku (稲毛区, Inage-ku) é um dos seis kus da cidade de Chiba, na província de Chiba, no Japão. Em abril de 2012, Inage teve uma estimativa de população de 156,860 e uma densidade populacional de 7,380 pessoas por km2. A área total foi 21,25 quilômetros quadrados.

## Geografia
O Inage-ku está localizado em uma área do interior do noroeste da cidade de Chiba. O ku é uma área plana altamente urbanizada com mistura de indústria e habitação.

### Os municípios do entorno
- Wakaba-ku
- Chuo-ku
- Mihama-ku
- Hanamigawa-ku
- Yotsukaidō, Chiba

## História
A área do Inage-ku atual foi estabelecida desde os tempos antigos. O templo Inage Sengen remonta ao século 9. Nos tempos modernos, Inage era composta por aldeias de Tsuga, Kemigawa, Kotegawa e uma parte da cidade de Chiba, em 1889. Kemigawa se tornou uma cidade em 1891, e Chiba tornou-se cidade em 1921. Chiba anexou a aldeia de Tsuga e cidade de Kemigawa em 1937, e Kotegawa em 1954. Inage historicamente tinha conexão com a Baía de Tóquio, e dada a sua proximidade de Tóquio, foi um popular destino turístico para a natação e clamming. Inúmeras cabanas de praia foram construídas ao longo da costa da Baía de Tóquio. O distrito perdeu o acesso à baía em 1961, após extensos projetos de aterramento serem concluídos ao longo da costa da Baía de Tóquio, na Província de Chiba. Como parte do desenvolvimento de Chiba, inúmeras bairros residenciais foram construídos em Inage após a 2a Guerra Mundial, devido ao desenvolvimento das linhas de trem Sobu e Keisei da JR East. A construção de complexos de moradias planejados continua na região. Com a promoção de Chiba a uma cidade designada, a cidade ganhou autonomias adicionais da Província de Chiba e do governo central. Assim, em 1 de abril de 1992, Inage-ku foi estabelecido como uma unidade administrativa.

## Economia
Inage-ku é, sobretudo, um centro comercial regional e cidade dormitório para cidades centrais de Chiba e Tóquio. Na parte norte do distrito fica o Parque Industrial Nairiku (内陸工業団地, Nairiku kōgyōdanchi).

## Transporte

### Ferroviário
- JR East – Sōbu Linha
  - Inage - Nishi-Chiba
- JR East – Chiba Linha
  - Keisei Inage - Midoridai
- Chiba Interior Do Monotrilho Da Linha 2
  - Sakusabe - Tendai - Anagawa -Sports Center

### Estradas
- Higashi-Kantō Expressa
- Keiyō Estrada
- Japão Estrada Nacional 14
- Japão Estrada Nacional 16
- Japão Rota Nacional 126

## Educação
Inage-ku é a casa do campus principal da Universidade de Chiba. Além disso, a Universidade de Keiai e Universidade de Chiba Keizai estão localizados na ala.

## Festival
O festival do templo Inage Sengen é realizada anualmente no dia 15 de julho. Sua kagura, um tipo de dança teatral Xintoista, é designada como um tesouro intangível da província de Chiba.

## Pessoas notáveis de Inage
- Ryo Kawashima, jogador de beisebol profissional
- Satoru Yamagishi – jogador de futebol profissional
- Koki Yonekura – jogador de futebol profissional
- Yasushi Kanda – lutador profissional